# Csepeli Szabó Béla
Csepeli Szabó Béla (Csepel, 1924. május 14. – Budapest, 2013. március 21.) József Attila-díjas (1958) magyar költő, író, újságíró.

## Életút
Szabó János és Rab Etelka gyermekeként született.
Elemi és középiskoláit Csepelen végezte. 1952–1954 között a budapesti Eötvös Loránd Tudományegyetem Bölcsészettudományi Karának magyar szakos hallgatója volt.
1939–1945 között vasgyári kifutóként dolgozott Weiss Manfréd Acél- és Fémművekben, ekkor kezdett ösztönösen írni. 1944–1945-ben édesanyja rokonainál Heves környékén bujkált. A "Fogaskerék" Irodalmi Társaság és újság (Csepel újság elődje) alapító tagjaként újságírással is foglalkozott, így nagyobb lapok is felfigyeltek írásaira. 1948–1949 között a Szabad Nép, 1949–1950 között pedig a Friss Újság munkatársa volt. 1950–1951 között a MÚOSZ titkára volt. 1951–1954 között a Kulturális Kapcsolatok Intézetében főelőadói beosztásban dolgozott. 1954–1956 között a Szabad Ifjúság munkatársaként működött. 1956-tól szabadúszó. 1975–1984 között a Képes Újság irodalmi rovatának írt. A Csepel Művek Oktatási Intézetéből ment nyugdíjba 1984-ben.

## Magánélete
1945-től házas, felesége Nagy Mária. Két gyermekük született; Mária 1947-ben és Béla 1954-ben.

## Művei
- Lázadóból forradalmár lettem (1951)
- Út a messzeségbe (vers, 1956)
- A világ peremén (vers, 1959)
- A föld fia (vers, 1960)
- Duna-parti románc (regény, 1962)
- Forgószél (regény, 1965)
- Zajló időben (vers, 1966)
- Ne csüggedj, Atlasz! (vers, 1973)
- Emberként élni (válogatás vers, 1984)
- Aranymosó (új és válogatás vers, 1989)
- Életszomj. Csillagporos út egy vajúdó világban. Csepeli Szabó Béla versei és elbeszélései 1-2.; Művészetbarátok Egyesülete, Bp., 1999